# Katharina van Rijsen
Katharina van Rijsen (geboren um 1402 in Deventer; gestorben 14. Dezember 1427) war eine niederländische Ordensschwester im Kloster Diepenveen.

## Leben
Katharina van Rijsen wurde um 1402 in Deventer geboren. Sie war die Tochter von Gerrit und Alijt van Rijsen. Sie war eine von vier Töchtern einer wohlhabenden und religiösen Familie in Deventer. Sie trat ebenso wie ihre Schwestern Dymme und Geertruid in das Kloster Diepenveen ein, ein Kloster der Devotio moderna, unter der Priorin Salome Sticken. Katharina van Rijsen wurde am 26. Juni 1418 im Kloster eingekleidet. Zu jenem Zeitpunkt waren ihre Schwestern Dymme und Geertruid bereits verstorben.
Im Schwesternbuch des Klosters Diepenveen ist eine geistliche Übung von Katharina überliefert, ein lateinischer Text, über den sie immer wieder nachdachte. „Fliehe, sei still und ergeben und versuche nur, dem Herrn zu gefallen, für den alles getan wird. Ruhe und Ihr Trost kommen nur von ihm, denn er ist die Hoffnung der gequälten Seele. Suche die Einsamkeit, vermeide Prahlerei und entscheide dich für Einfachheit und Wahrheit. Niemand ist so zugänglich wie derjenige, der sich gerne versteckt.“ Katharina van Rijsen starb nach kurzer Krankheit am Tag nach dem Fest der Heiligen Lucia dem 13. Dezember 1427 im Alter von etwa 25 Jahren.